# Lej da Champfèr
Der Champfèrersee oder Lej da Champfèr (rät., [ˌleɪ̯dɐtɕɐmpˈfɛɾ]ⓘ) ist ein See der Oberengadiner Seenplatte im Süden des Dorfes Champfèr auf dem Gemeindegebiet von Silvaplana im Schweizer Kanton Graubünden.

## Lage
Der 1791 m ü. M. hohe See ist knapp einen Kilometer lang und bis zu 400 Meter breit. Im Süden geht der See durch eine Halbinsel abgegrenzt direkt in den Silvaplanersee über. Aus dem See fliesst der Inn in Richtung St. Moritz Bad und mündet rund vier Kilometer später in den St. Moritzersee.
Im See darf mit den im Dorfe erhältlichen Fischereipatenten sowohl von Ufer als auch vom Boot aus gefischt werden.